# Відносини Венесуела — Європейський Союз
Відносини Європейського Союзу та Венесуели — міжнародні відносини між Європейським Союзом (ЄС) та Боліварською Республікою Венесуела.
Відносини не регулюються жодними двосторонніми інституційними рамками. Станом на 25 лютого 2021 року послів немає в жодній юрисдикції.

## Співпраця
У стратегічному документі на 2007-2013 рр. представлені цілі фінансового співробітництва між Європейським Союзом та Венесуелою: підтримка модернізації та децентралізації Венесуели та диверсифікації економіки.

## Санкції
Відносини між ЄС і Венесуелою стали напруженими, оскільки в 2017 році Венесуела стала першою латиноамериканською країною, на яку ЄС запровадив санкції. Так, у листопаді 2017 року країни-члени ЄС оголосили ембарго на поставки зброї, що також відкриває можливість майбутніх персональних санкцій.
18 січня 2018 року ЄС затвердив санкції проти семи венесуельських чиновників, визначені першими як відповідальні за репресії в країні, що наклало на заморожування їхніх активів та заборону на в'їзд до ЄС.
У червні 2020 року уряд Венесуели оголосив про висилку представника ЄС у Венесуелі Ізабель Брільханте Педроси як захід у відповідь на оголошення нових санкцій проти 11 керівних посад в адміністрації Венесуели з боку ЄС, організації, яка Президент Венесуели Ніколас Мадуро, названий «прихильником верховної раси»; Високий представник ЄС Жозеп Боррель передбачав, що він відповість «взаємністю», однак цей захід було скасовано. У лютому 2021 року ЄС знову ввів санкції проти венесуельських чиновників, на що уряд Ніколаса Мадуро відповів остаточним висиланням Педроси, наступного дня глава європейської дипломатії здійснив ту ж дію взаємністю, видворивши представника Венесуели Клаудії. Салерно.